# Viajero del Sol
El Viajero del Sol (en islandés: Sólfar) es una escultura de Jón Gunnar Árnason. Es un bote de los sueños, una oda al sol. Evoca un territorio por descubrir, un sueño de esperanza, el progreso y la libertad. Está ubicada en Saebraut, junto al mar, en el centro de Reikiavik, Islandia. 

## Historia
En 1986, la asociación del distrito de la parte oeste de la ciudad financió un concurso para una nueva escultura al aire libre para conmemorar el 200 aniversario de la ciudad de Reikiavik. Jón Gunnar ganó la competencia, y el modelo de aluminio (42,5 x 88 x 36 cm) se presentó a la ciudad para su elaboración.
Está construida con acero inoxidable de calidad y se asienta sobre un círculo de losas de granito pulido. Fue construido de acuerdo con el dibujo ampliado a escala real de Sun Voyager de Jón Gunnar y fue supervisado por su asistente, la artista Kristinn E. Hrafnsson. La ingeniería de la escultura fue supervisada por el tecnólogo Sigurjón Yngvason, en estrecha colaboración con el propio Jón, la obra en sí fue realizada por Reynir Hjálmtýsson y su asistente.